# !Чидро
«!Чидро» — третя студійна робота гурту Перкалаба. Всі слова і музика — Перкалаба.

## Композиції
| #   | Назва                                               | Тривалість |
| --- | --------------------------------------------------- | ---------- |
| 1.  | «Автобус (автобусу мерседесови білому спринтерови)» | 5:34       |
| 2.  | «Чидроти»                                           | 4:27       |
| 3.  | «Миєбітлс»                                          | 4:55       |
| 4.  | «Крила»                                             | 3:11       |
| 5.  | «Глина»                                             | 4:00       |
| 6.  | «ПЗШП»                                              | 6:27       |
| 7.  | «Пан»                                               | 3:05       |
| 8.  | «Тікобивиходили»                                    | 4:37       |
| 9.  | «Пісюни (шатунам)»                                  | 4:08       |
| 10. | «Прерії»                                            | 2:48       |
| 11. | «Waltz»                                             | 4:23       |
| 12. | «Колискова»                                         | 8:56       |

## Склад учасників

### ПЕРКАЛАБА
- Андрій «Федот» Федотов — вокал
- Володимир Шотурма — цимбали, бек-вокали
- Сергій Шваюк — труба, бек-вокали
- Віктор Степанюк — тромбон
- Віктор Новожилов — гітара
- Ігор Римик — ударні
- Ігор Шургот — бас
- Олег «Мох» Гнатів — менеджмент, вокал

### Студійні техніки
- Запис — Олег Артим, Віктор Новожилов
- Зведення, мастеринг — Олег Артим